# Rhamphidium mussuriense
Rhamphidium mussuriense là một loài rêu trong họ Ditrichaceae. Loài này được Dixon mô tả khoa học đầu tiên năm 1942.